# Troye Sivan/Auszeichnungen für Musikverkäufe

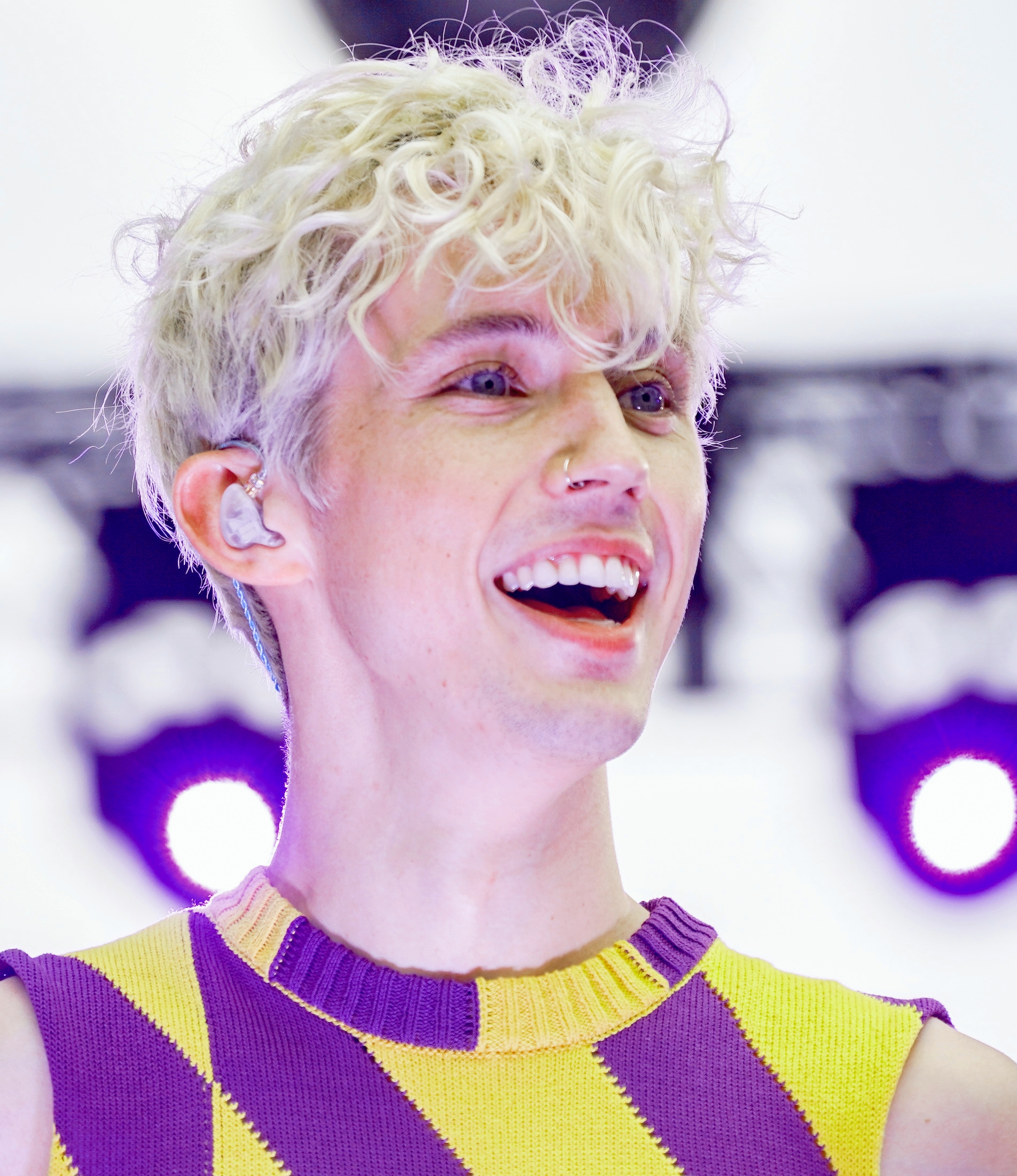
Troye Sivan (2018)

Dies ist eine Übersicht über die Auszeichnungen für Musikverkäufe des australischen Sängers, YouTubers und Schauspielers Troye Sivan. Die Auszeichnungen finden sich nach ihrer Art (Gold, Platin usw.), nach Staaten getrennt in chronologischer Reihenfolge, geordnet sowie nach den Tonträgern selbst, ebenfalls in chronologischer Reihenfolge, getrennt nach Medium (Alben, Singles usw.), wieder.

## Auszeichnungen
| - Vereinigtes Königreich - 2017: für die Single Youth - 2020: für die Single My My My! - 2022: für die Single Dance to This - 2022: für die Single You - 2024: für die Single Wild - 2024: für die Singles One of Your Girls - 2024: für das Album Something to Give Each Other - 2025: für die Singles Talk Talk - 2025: für die Single Got Me Started - Australien - 2020: für das Album Bloom - 2020: für die Single Talk Me Down - 2020: für das Lied Fools - 2023: für die Single The Good Side - 2024: für das Lied Bite - 2024: für die Single Lucky Strike - 2025: für das Album Something to Give Each Other - Belgien - 2019: für die Single I’m So Tired… - 2024: für die Single Rush - Brasilien - 2024: für die Single Talk Me Down - 2024: für das Lied Fools - 2024: für die Single The Good Side - 2024: für die Single Lucky Strike - 2024: für die Single Angel Baby - 2024: für das Album Something to Give Each Other - Dänemark - 2016: für die Single Youth - 2017: für das Album Blue Neighbourhood - 2018: für die Single There for You - 2020: für die Single 1999 - 2024: für die Single You - 2025: für das Album Something to Give Each Other - Deutschland - 2017: für die Single There for You - 2020: für die Single Youth - 2020: für die Single I’m So Tired… - Finnland - 2023: für das Album Blue Neighbourhood - Frankreich - 2017: für die Single There for You - Italien - 2016: für die Single Youth - 2021: für die Single I’m So Tired… - 2024: für die Single You - 2024: für die Single Rush - Kanada - 2018: für die Single My My My! - Mexiko - 2018: für die Single My My My! - Neuseeland - 2016: für die Single Happy Little Pill - 2018: für das Album Wild - 2019: für die Single Dance to This - 2021: für das Album Bloom - Österreich - 2019: für die Single I’m So Tired… - Polen - 2019: für die Single My My My! - 2019: für die Single Dance to This - 2022: für die Single There for You - 2024: für das Album Something to Give Each Other - 2024: für die Single You - 2024: für die Singles One of Your Girls - 2024: für die Single Got Me Started - Portugal - 2019: für die Single There for You - 2020: für die Single Dance to This - Schweden - 2015: für das Album Blue Neighbourhood - 2017: für die Single There for You - Schweiz - 2017: für die Single There for You - Singapur - 2019: für das Album Blue Neighbourhood - Spanien - 2024: für die Single I’m So Tired… - 2024: für die Single There for You - 2024: für die Single Rush - Thailand - 2016: für das Album Blue Neighbourhood - Vereinigte Staaten - 2018: für die Single Happy Little Pill - 2018: für das Lied Fools - 2023: für die Single Talk Me Down - 2023: für die Single Strawberries & Cigarettes - 2023: für die Single Easy - Vereinigtes Königreich - 2022: für das Album Blue Neighbourhood - 2024: für die Single There for You - 2024: für die Single Rush | - Australien - 2020: für das Album Blue Neighbourhood - 2020: für die Single Happy Little Pill - 2020: für die Single Bloom - 2020: für die Single Dance to This - 2023: für die Single Strawberries & Cigarettes - 2024: für die Singles One of Your Girls - 2024: für die Single Angel Baby - 2025: für die Single Easy - Belgien - 2017: für die Single There for You - Brasilien - 2024: für die Single Youth - 2024: für die Single Bloom - 2025: für die Single Got Me Started - Dänemark - 2023: für die Single I’m So Tired… - Italien - 2017: für die Single There for You - Kanada - 2018: für die Single There for You - 2019: für die Single I’m So Tired… - 2024: für die Singles One of Your Girls - 2024: für die Single Rush - Neuseeland - 2016: für die Single Wild - 2017: für die Single There for You - 2019: für das Album Blue Neighbourhood - 2019: für die Single My My My! - 2020: für die Single 1999 - Polen - 2024: für die Single Rush - Schweden - 2016: für die Single Youth - Vereinigte Staaten - 2020: für die Single Wild - 2020: für die Single There for You - 2023: für das Album Blue Neighbourhood - 2023: für die Single My My My! - 2023: für die Single Dance to This - 2023: für die Single You - Vereinigtes Königreich - 2020: für die Single I’m So Tired… - 2022: für die Single 1999 | - Mexiko - 2019: für die Single There for You - Australien - 2018: für die Single There for You - 2019: für die Single 1999 - 2024: für die Single Got Me Started - Brasilien - 2023: für die Single There for You - 2024: für die Single Dance to This - 2024: für die Single My My My! - 2024: für die Single Rush - 2024: für die Single Strawberries & Cigarettes - 2025: für die Singles One of Your Girls - Kanada - 2023: für die Single You - Neuseeland - 2020: für die Single I’m So Tired… - 2022: für die Single Youth - Vereinigte Staaten - 2019: für die Single Youth - 2025: für die Single I’m So Tired… - Australien - 2021: für die Single I’m So Tired… - 2023: für die Single Wild - 2023: für die Single My My My! - 2025: für die Single Rush - Philippinen - 2023: für das Album Bloom - Australien - 2024: für die Single Youth - Philippinen - 2023: für die Single Angel Baby - Philippinen - 2023: für das Album Blue Neighbourhood |

## Auszeichnungen nach Alben

### Wild
| Land/Region       | Auszeichnungen für Musikverkäufe (Land/Region, Auszeichnung, Verkäufe) | Verkäufe |
| ----------------- | ---------------------------------------------------------------------- | -------- |
| Neuseeland (RMNZ) | Gold                                                                   | 7.500    |
| Insgesamt         | 1× Gold ·                                                              | 7.500    |

### Blue Neighbourhood
| Land/Region                  | Auszeichnungen für Musikverkäufe (Land/Region, Auszeichnung, Verkäufe) | Verkäufe  |
| ---------------------------- | ---------------------------------------------------------------------- | --------- |
| Australien (ARIA)            | Platin                                                                 | 70.000    |
| Dänemark (IFPI)              | Gold                                                                   | 10.000    |
| Finnland (IFPI)              | Gold                                                                   | 10.000    |
| Neuseeland (RMNZ)            | Platin                                                                 | 15.000    |
| Philippinen (PARI)           | 9× Platin                                                              | 135.000   |
| Schweden (IFPI)              | Gold                                                                   | 20.000    |
| Singapur (RIAS)              | Gold                                                                   | 5.000     |
| Thailand (TECA)              | Gold                                                                   | 5.000     |
| Vereinigte Staaten (RIAA)    | Platin                                                                 | 1.000.000 |
| Vereinigtes Königreich (BPI) | Gold                                                                   | 100.000   |
| Insgesamt                    | 6× Gold · 12× Platin ·                                                 | 1.370.000 |

### Bloom
| Land/Region        | Auszeichnungen für Musikverkäufe (Land/Region, Auszeichnung, Verkäufe) | Verkäufe |
| ------------------ | ---------------------------------------------------------------------- | -------- |
| Australien (ARIA)  | Gold                                                                   | 35.000   |
| Neuseeland (RMNZ)  | Gold                                                                   | 7.500    |
| Philippinen (PARI) | 3× Platin                                                              | 45.000   |
| Insgesamt          | 2× Gold · 3× Platin ·                                                  | 87.500   |

### Something to Give Each Other
| Land/Region       | Auszeichnungen für Musikverkäufe (Land/Region, Auszeichnung, Verkäufe) | Verkäufe |
| ----------------- | ---------------------------------------------------------------------- | -------- |
| Australien (ARIA) | Gold                                                                   | 35.000   |
| Brasilien (PMB)   | Gold                                                                   | 20.000   |
| Dänemark (IFPI)   | Gold                                                                   | 10.000   |
| Neuseeland (RMNZ) | Gold                                                                   | 7.500    |
| Polen (ZPAV)      | Gold                                                                   | 10.000   |
| Insgesamt         | 5× Gold ·                                                              | 82.500   |

## Auszeichnungen nach Singles

### Happy Little Pill
| Land/Region               | Auszeichnungen für Musikverkäufe (Land/Region, Auszeichnung, Verkäufe) | Verkäufe |
| ------------------------- | ---------------------------------------------------------------------- | -------- |
| Australien (ARIA)         | Platin                                                                 | 70.000   |
| Neuseeland (RMNZ)         | Gold                                                                   | 7.500    |
| Vereinigte Staaten (RIAA) | Gold                                                                   | 500.000  |
| Insgesamt                 | 2× Gold · 1× Platin ·                                                  | 577.500  |

### Wild
| Land/Region                  | Auszeichnungen für Musikverkäufe (Land/Region, Auszeichnung, Verkäufe) | Verkäufe  |
| ---------------------------- | ---------------------------------------------------------------------- | --------- |
| Australien (ARIA)            | 3× Platin                                                              | 210.000   |
| Neuseeland (RMNZ)            | Platin                                                                 | 15.000    |
| Vereinigte Staaten (RIAA)    | Platin                                                                 | 1.000.000 |
| Vereinigtes Königreich (BPI) | Silber                                                                 | 200.000   |
| Insgesamt                    | 1× Silber · 5× Platin ·                                                | 1.425.000 |

### Youth
| Land/Region                  | Auszeichnungen für Musikverkäufe (Land/Region, Auszeichnung, Verkäufe) | Verkäufe  |
| ---------------------------- | ---------------------------------------------------------------------- | --------- |
| Australien (ARIA)            | 4× Platin                                                              | 280.000   |
| Brasilien (PMB)              | Platin                                                                 | 60.000    |
| Dänemark (IFPI)              | Gold                                                                   | 45.000    |
| Deutschland (BVMI)           | Gold                                                                   | 200.000   |
| Italien (FIMI)               | Gold                                                                   | 25.000    |
| Neuseeland (RMNZ)            | 2× Platin                                                              | 60.000    |
| Schweden (IFPI)              | Platin                                                                 | 40.000    |
| Vereinigte Staaten (RIAA)    | 2× Platin                                                              | 2.000.000 |
| Vereinigtes Königreich (BPI) | Silber                                                                 | 200.000   |
| Insgesamt                    | 1× Silber · 3× Gold · 10× Platin ·                                     | 2.910.000 |

### Talk Me Down
| Land/Region               | Auszeichnungen für Musikverkäufe (Land/Region, Auszeichnung, Verkäufe) | Verkäufe |
| ------------------------- | ---------------------------------------------------------------------- | -------- |
| Australien (ARIA)         | Gold                                                                   | 35.000   |
| Brasilien (PMB)           | Gold                                                                   | 30.000   |
| Vereinigte Staaten (RIAA) | Gold                                                                   | 500.000  |
| Insgesamt                 | 3× Gold ·                                                              | 565.000  |

### There for You
| Land/Region                  | Auszeichnungen für Musikverkäufe (Land/Region, Auszeichnung, Verkäufe) | Verkäufe  |
| ---------------------------- | ---------------------------------------------------------------------- | --------- |
| Australien (ARIA)            | 2× Platin                                                              | 140.000   |
| Belgien (BRMA)               | Platin                                                                 | 30.000    |
| Brasilien (PMB)              | 2× Platin                                                              | 80.000    |
| Dänemark (IFPI)              | Gold                                                                   | 45.000    |
| Deutschland (BVMI)           | Gold                                                                   | 200.000   |
| Frankreich (SNEP)            | Gold                                                                   | 66.666    |
| Italien (FIMI)               | Platin                                                                 | 50.000    |
| Kanada (MC)                  | Platin                                                                 | 80.000    |
| Mexiko (AMPROFON)            | 3× Gold                                                                | 90.000    |
| Neuseeland (RMNZ)            | Platin                                                                 | 30.000    |
| Polen (ZPAV)                 | Gold                                                                   | 25.000    |
| Portugal (AFP)               | Gold                                                                   | 5.000     |
| Schweden (IFPI)              | Gold                                                                   | 20.000    |
| Schweiz (IFPI)               | Gold                                                                   | 10.000    |
| Spanien (Promusicae)         | Gold                                                                   | 30.000    |
| Vereinigte Staaten (RIAA)    | Platin                                                                 | 1.000.000 |
| Vereinigtes Königreich (BPI) | Gold                                                                   | 400.000   |
| Insgesamt                    | 10× Gold · 10× Platin ·                                                | 2.301.666 |

### My My My!
| Land/Region                  | Auszeichnungen für Musikverkäufe (Land/Region, Auszeichnung, Verkäufe) | Verkäufe  |
| ---------------------------- | ---------------------------------------------------------------------- | --------- |
| Australien (ARIA)            | 3× Platin                                                              | 210.000   |
| Brasilien (PMB)              | 2× Platin                                                              | 80.000    |
| Kanada (MC)                  | Gold                                                                   | 40.000    |
| Mexiko (AMPROFON)            | Gold                                                                   | 30.000    |
| Neuseeland (RMNZ)            | Platin                                                                 | 30.000    |
| Polen (ZPAV)                 | Gold                                                                   | 10.000    |
| Vereinigte Staaten (RIAA)    | Platin                                                                 | 1.000.000 |
| Vereinigtes Königreich (BPI) | Silber                                                                 | 200.000   |
| Insgesamt                    | 1× Silber · 3× Gold · 7× Platin ·                                      | 1.600.000 |

### The Good Side
| Land/Region       | Auszeichnungen für Musikverkäufe (Land/Region, Auszeichnung, Verkäufe) | Verkäufe |
| ----------------- | ---------------------------------------------------------------------- | -------- |
| Australien (ARIA) | Gold                                                                   | 35.000   |
| Brasilien (PMB)   | Gold                                                                   | 20.000   |
| Insgesamt         | 2× Gold ·                                                              | 55.000   |

### Strawberries & Cigarettes
| Land/Region               | Auszeichnungen für Musikverkäufe (Land/Region, Auszeichnung, Verkäufe) | Verkäufe |
| ------------------------- | ---------------------------------------------------------------------- | -------- |
| Australien (ARIA)         | Platin                                                                 | 70.000   |
| Brasilien (PMB)           | 2× Platin                                                              | 80.000   |
| Vereinigte Staaten (RIAA) | Gold                                                                   | 500.000  |
| Insgesamt                 | 1× Gold · 3× Platin ·                                                  | 650.000  |

### Bloom
| Land/Region       | Auszeichnungen für Musikverkäufe (Land/Region, Auszeichnung, Verkäufe) | Verkäufe |
| ----------------- | ---------------------------------------------------------------------- | -------- |
| Australien (ARIA) | Platin                                                                 | 70.000   |
| Brasilien (PMB)   | Platin                                                                 | 40.000   |
| Insgesamt         | × Gold · 2× Platin ·                                                   | 110.000  |

### Dance to This
| Land/Region                  | Auszeichnungen für Musikverkäufe (Land/Region, Auszeichnung, Verkäufe) | Verkäufe  |
| ---------------------------- | ---------------------------------------------------------------------- | --------- |
| Australien (ARIA)            | Platin                                                                 | 70.000    |
| Brasilien (PMB)              | 2× Platin                                                              | 80.000    |
| Neuseeland (RMNZ)            | Gold                                                                   | 15.000    |
| Polen (ZPAV)                 | Gold                                                                   | 10.000    |
| Portugal (AFP)               | Gold                                                                   | 5.000     |
| Vereinigte Staaten (RIAA)    | Platin                                                                 | 1.000.000 |
| Vereinigtes Königreich (BPI) | Silber                                                                 | 200.000   |
| Insgesamt                    | 1× Silber · 3× Gold · 4× Platin ·                                      | 1.380.000 |

### 1999
| Land/Region                  | Auszeichnungen für Musikverkäufe (Land/Region, Auszeichnung, Verkäufe) | Verkäufe |
| ---------------------------- | ---------------------------------------------------------------------- | -------- |
| Australien (ARIA)            | 2× Platin                                                              | 140.000  |
| Dänemark (IFPI)              | Gold                                                                   | 45.000   |
| Neuseeland (RMNZ)            | Platin                                                                 | 30.000   |
| Vereinigtes Königreich (BPI) | Platin                                                                 | 684.000  |
| Insgesamt                    | 1× Gold · 4× Platin ·                                                  | 899.000  |

### I’m So Tired…
| Land/Region                  | Auszeichnungen für Musikverkäufe (Land/Region, Auszeichnung, Verkäufe) | Verkäufe  |
| ---------------------------- | ---------------------------------------------------------------------- | --------- |
| Australien (ARIA)            | 3× Platin                                                              | 210.000   |
| Belgien (BRMA)               | Gold                                                                   | 25.000    |
| Dänemark (IFPI)              | Platin                                                                 | 90.000    |
| Deutschland (BVMI)           | Gold                                                                   | 200.000   |
| Italien (FIMI)               | Gold                                                                   | 35.000    |
| Kanada (MC)                  | Platin                                                                 | 80.000    |
| Neuseeland (RMNZ)            | 2× Platin                                                              | 60.000    |
| Österreich (IFPI)            | Gold                                                                   | 15.000    |
| Spanien (Promusicae)         | Gold                                                                   | 30.000    |
| Vereinigte Staaten (RIAA)    | 2× Platin                                                              | 2.000.000 |
| Vereinigtes Königreich (BPI) | Platin                                                                 | 600.000   |
| Insgesamt                    | 5× Gold · 10× Platin ·                                                 | 3.345.000 |

### Lucky Strike
| Land/Region       | Auszeichnungen für Musikverkäufe (Land/Region, Auszeichnung, Verkäufe) | Verkäufe |
| ----------------- | ---------------------------------------------------------------------- | -------- |
| Australien (ARIA) | Gold                                                                   | 35.000   |
| Brasilien (PMB)   | Gold                                                                   | 20.000   |
| Insgesamt         | 2× Gold ·                                                              | 55.000   |

### Easy
| Land/Region               | Auszeichnungen für Musikverkäufe (Land/Region, Auszeichnung, Verkäufe) | Verkäufe |
| ------------------------- | ---------------------------------------------------------------------- | -------- |
| Australien (ARIA)         | Platin                                                                 | 70.000   |
| Vereinigte Staaten (RIAA) | Gold                                                                   | 500.000  |
| Insgesamt                 | 1× Gold · 1× Platin ·                                                  | 570.000  |

### You
| Land/Region                  | Auszeichnungen für Musikverkäufe (Land/Region, Auszeichnung, Verkäufe) | Verkäufe  |
| ---------------------------- | ---------------------------------------------------------------------- | --------- |
| Dänemark (IFPI)              | Gold                                                                   | 45.000    |
| Italien (FIMI)               | Gold                                                                   | 50.000    |
| Kanada (MC)                  | 2× Platin                                                              | 160.000   |
| Polen (ZPAV)                 | Gold                                                                   | 25.000    |
| Vereinigte Staaten (RIAA)    | Platin                                                                 | 1.000.000 |
| Vereinigtes Königreich (BPI) | Silber                                                                 | 200.000   |
| Insgesamt                    | 1× Silber · 3× Gold · 3× Platin ·                                      | 1.480.000 |

### Angel Baby
| Land/Region        | Auszeichnungen für Musikverkäufe (Land/Region, Auszeichnung, Verkäufe) | Verkäufe |
| ------------------ | ---------------------------------------------------------------------- | -------- |
| Australien (ARIA)  | Platin                                                                 | 70.000   |
| Brasilien (PMB)    | Gold                                                                   | 20.000   |
| Philippinen (PARI) | 4× Platin                                                              | 600.000  |
| Insgesamt          | 1× Gold · 5× Platin ·                                                  | 690.000  |

### Rush
| Land/Region                  | Auszeichnungen für Musikverkäufe (Land/Region, Auszeichnung, Verkäufe) | Verkäufe |
| ---------------------------- | ---------------------------------------------------------------------- | -------- |
| Australien (ARIA)            | 3× Platin                                                              | 210.000  |
| Belgien (BRMA)               | Gold                                                                   | 20.000   |
| Brasilien (PMB)              | 2× Platin                                                              | 80.000   |
| Italien (FIMI)               | Gold                                                                   | 50.000   |
| Kanada (MC)                  | Platin                                                                 | 80.000   |
| Polen (ZPAV)                 | Platin                                                                 | 50.000   |
| Spanien (Promusicae)         | Gold                                                                   | 30.000   |
| Vereinigtes Königreich (BPI) | Gold                                                                   | 400.000  |
| Insgesamt                    | 4× Gold · 7× Platin ·                                                  | 920.000  |

### Got Me Started
| Land/Region                  | Auszeichnungen für Musikverkäufe (Land/Region, Auszeichnung, Verkäufe) | Verkäufe |
| ---------------------------- | ---------------------------------------------------------------------- | -------- |
| Australien (ARIA)            | 2× Platin                                                              | 140.000  |
| Brasilien (PMB)              | Platin                                                                 | 40.000   |
| Polen (ZPAV)                 | Gold                                                                   | 25.000   |
| Vereinigtes Königreich (BPI) | Silber                                                                 | 200.000  |
| Insgesamt                    | 1× Silber · 1× Gold · 3× Platin ·                                      | 405.000  |

### One of Your Girls
| Land/Region                  | Auszeichnungen für Musikverkäufe (Land/Region, Auszeichnung, Verkäufe) | Verkäufe |
| ---------------------------- | ---------------------------------------------------------------------- | -------- |
| Australien (ARIA)            | Platin                                                                 | 70.000   |
| Brasilien (PMB)              | 2× Platin                                                              | 80.000   |
| Kanada (MC)                  | Platin                                                                 | 80.000   |
| Polen (ZPAV)                 | Gold                                                                   | 25.000   |
| Vereinigtes Königreich (BPI) | Silber                                                                 | 200.000  |
| Insgesamt                    | 1× Silber · 1× Gold · 4× Platin ·                                      | 455.000  |

### Talk Talk
| Land/Region                  | Auszeichnungen für Musikverkäufe (Land/Region, Auszeichnung, Verkäufe) | Verkäufe |
| ---------------------------- | ---------------------------------------------------------------------- | -------- |
| Vereinigtes Königreich (BPI) | Silber                                                                 | 200.000  |
| Insgesamt                    | 1× Silber ·                                                            | 200.000  |

## Auszeichnungen nach Liedern

### Bite
| Land/Region       | Auszeichnungen für Musikverkäufe (Land/Region, Auszeichnung, Verkäufe) | Verkäufe |
| ----------------- | ---------------------------------------------------------------------- | -------- |
| Australien (ARIA) | Gold                                                                   | 35.000   |
| Insgesamt         | 1× Gold ·                                                              | 35.000   |

### Fools
| Land/Region               | Auszeichnungen für Musikverkäufe (Land/Region, Auszeichnung, Verkäufe) | Verkäufe |
| ------------------------- | ---------------------------------------------------------------------- | -------- |
| Australien (ARIA)         | Gold                                                                   | 35.000   |
| Brasilien (PMB)           | Gold                                                                   | 30.000   |
| Vereinigte Staaten (RIAA) | Gold                                                                   | 500.000  |
| Insgesamt                 | 3× Gold ·                                                              | 565.000  |

## Statistik und Quellen
| Land/RegionAuszeichnungen für Musikverkäufe (Land/Region, Auszeichnungen, Verkäufe, Quellen) | Silber     | Gold       | Platin       | Verkäufe   | Quellen              |
| -------------------------------------------------------------------------------------------- | ---------- | ---------- | ------------ | ---------- | -------------------- |
| Australien (ARIA)                                                                            | —          | 7× Gold7   | 30× Platin30 | 2.345.000  | aria.com.au          |
| Belgien (BRMA)                                                                               | —          | 2× Gold2   | Platin1      | 70.000     | ultratop.be          |
| Brasilien (PMB)                                                                              | —          | 6× Gold6   | 15× Platin15 | 770.000    | pro-musicabr.org.br  |
| Dänemark (IFPI)                                                                              | —          | 6× Gold6   | Platin1      | 260.000    | ifpi.dk              |
| Deutschland (BVMI)                                                                           | —          | 3× Gold3   | —            | 600.000    | musikindustrie.de    |
| Finnland (IFPI)                                                                              | —          | Gold1      | —            | 10.000     | Einzelnachweise      |
| Frankreich (SNEP)                                                                            | —          | Gold1      | —            | 66.666     | snepmusique.com      |
| Italien (FIMI)                                                                               | —          | 4× Gold4   | Platin1      | 210.000    | fimi.it              |
| Kanada (MC)                                                                                  | —          | Gold1      | 6× Platin6   | 520.000    | musiccanada.com      |
| Mexiko (AMPROFON)                                                                            | —          | 2× Gold2   | Platin1      | 120.000    | amprofon.com.mx      |
| Neuseeland (RMNZ)                                                                            | —          | 5× Gold5   | 9× Platin9   | 280.000    | radioscope.co.nz NZ2 |
| Philippinen (PARI)                                                                           | —          | —          | 16× Platin16 | 780.000    | Einzelnachweise      |
| Polen (ZPAV)                                                                                 | —          | 7× Gold7   | Platin1      | 180.000    | olis.pl              |
| Portugal (AFP)                                                                               | —          | 2× Gold2   | —            | 10.000     | Einzelnachweise      |
| Österreich (IFPI)                                                                            | —          | Gold1      | —            | 15.000     | ifpi.at              |
| Schweden (IFPI)                                                                              | —          | 2× Gold2   | Platin1      | 80.000     | sverigetopplistan.se |
| Schweiz (IFPI)                                                                               | —          | Gold1      | —            | 10.000     | hitparade.ch         |
| Singapur (RIAS)                                                                              | —          | Gold1      | —            | 5.000      | rias.org.sg          |
| Spanien (Promusicae)                                                                         | —          | 3× Gold3   | —            | 90.000     | elportaldemusica.es  |
| Thailand (TECA)                                                                              | —          | Gold1      | —            | 5.000      | Einzelnachweise      |
| Vereinigte Staaten (RIAA)                                                                    | —          | 5× Gold5   | 9× Platin9   | 11.500.000 | riaa.com             |
| Vereinigtes Königreich (BPI)                                                                 | 8× Silber8 | 3× Gold3   | 2× Platin2   | 3.784.000  | bpi.co.uk            |
| Insgesamt                                                                                    | 8× Silber8 | 64× Gold64 | 93× Platin93 |            |                      |